# مسدس ف-96
ف-96 (بالروسية:П-96) (بالأنجليزية:p96) هو مسدس عيار 9 ملم روسي شبة تلقائي صممة مكتب تصميم صمم للقوات المسلحة الروسية، ثم لم يقبل المسدس ومن ثم عرض في شكل عصري لشركات الأمن .

## النسخ
- ف-96:(بالروسية:П-96)-19÷9 ملم بارابيلوم النسخة.[1] المسدس الأول صنع في عام 1996.
- ف-96اس:(بالروسية:П-96С) -9×17 ملم المسدس الأول في عام 1996,[1] بدأ الإنتاج في تشرين الأول/اكتوبر 1998[2] يتم استخداة في وزارة الداخلية وحراس الأمن البريدي وشركات الأمن الخاصة.[3] البريد الروسي security guards[4] and private security companies.[5]
- ف-96م:(بالروسية:П-96М) -9× 18 وبدأ الإنتاج في عام 2000, يتم استخدامة في مجال إنفاذ القانون. في عام 2005 اعتمد مسدس عيار 9 ملمف-96م و9× 18 ملم خارق لدروع مسدس خرطوشة بقرار حكومة الاتحاد الروسي في وزارة الشؤون الداخلية لاتحاد الروسي.[6]
- ف-تي تي:(بالروسية:ПТТ)-نموذج أولي، مسدس عيار 9 ملم غير فتاك (نسخة من ف-96 اس غرف لذخيرة غير فتاكة عيار 9 ملم سنويآ مع الرصاص المطاطي).

## انظر ايضآ
- توكاريف

## وصلات خارجية
معلومات عن مسدس نسخة محفوظة 27 يناير 2020 على موقع واي باك مشين.